# 臺灣琉璃擬守瓜
臺灣琉璃擬守瓜（学名：Agetocera taiwans）为金花蟲科琉璃擬守瓜屬下的一个种。